# Всё для вас
«Всё для вас» — советский комедийный чёрно-белый художественный фильм, снятый режиссёрами Марией Барабановой и Владимиром Сухобоковым на киностудии имени М. Горького в 1964 году.

## Сюжет
Маша Барашкина работает инструктором в горисполкоме Совета депутатов трудящихся. Маша успевает во всём и готова помочь каждому, кто к ней обращается. Но однажды перед Барашкиной обозначается новая задача — основать и возглавить экспериментальный сектор по налаживанию и проведению бытового сервисного обслуживания на дому.

## В ролях
Главные и другие роли
| Актёр                 | Роль                    |
| --------------------- | ----------------------- |
| Мария Барабанова      | Маша Петровна Барашкина |
| Татьяна Пельтцер      | Тётя Саша               |
| Юрий Беркун           | Вадик Стуколкин         |
| Людмила Черепанова    | Варя Тростникова        |
| Татьяна Гаврилова     | Розмари                 |
| Леонид Куравлёв       | Юрий Гребешков          |
| Борис Иванов          | Пирожков                |
| Ольга Аросева         | Пирожкова               |
| Николай Кодин         | Люлик                   |
| Константин Карельских | Султанов                |
| Борис Бибиков         | Дукельский              |
| Юрий Саранцев         | Колесник                |
| Леонид Харитонов      | Воробушкин              |
| Валерий Козинец       | Костя Гребешков         |
| Анатолий Обухов       | Петрусь Гребешков       |
| Борис Бушмелёв        | Николай Гребешков       |
| Николай Коршилов      | Димка Гребешков         |

Эпизодические роли
| Актёр               | Роль                  |
| ------------------- | --------------------- |
| Рина Зелёная        | эпизод                |
| Данута Столярская   | эпизод                |
| Олеся Иванова       | эпизод                |
| Галина Фролова      | эпизод                |
| А. Волгина          | эпизод                |
| Варвара Попова      | эпизод                |
| В. Сазонов          | эпизод                |
| Г. Сазонов          | эпизод                |
| Георгий Милляр      | эпизод                |
| С. Менахин          | эпизод                |
| В. Николаев         | эпизод                |
| Ю. Решетников       | эпизод                |
| Ю. Гордеев          | эпизод                |
| Е. Ануфриев         | эпизод                |
| Маргарита Жарова    | эпизод (нет в титрах) |
| Лидия Королёва      | эпизод (нет в титрах) |
| Вера Петрова        | эпизод (нет в титрах) |
| Иван Турченков      | эпизод (нет в титрах) |
| Манефа Соболевская  | эпизод (нет в титрах) |
| Вячеслав Гостинский | эпизод (нет в титрах) |
| Зинаида Сорочинская | эпизод (нет в титрах) |
| Зоя Василькова      | эпизод (нет в титрах) |

## Над фильмом работали
| Съёмочная группа                                                | Имя                                 |
| --------------------------------------------------------------- | ----------------------------------- |
| Автор сценария                                                  | Татьяна Сытина                      |
| Режиссёры-постановщики                                          | Мария Барабанова Владимир Сухобоков |
| Оператор                                                        | Алексей Полканов                    |
| Художники-постановщики                                          | Ольга Беднова Ной Сендеров          |
| Композитор                                                      | Александр Лебедев                   |
| Звукооператор                                                   | Ю. Закржевский                      |
| Текст песен                                                     | С. Васильев                         |
| Редактор                                                        | Семён Клебанов                      |
| Режиссёр                                                        | В. Григорьев                        |
| Второй оператор                                                 | А. Герасимов                        |
| Монтаж                                                          | В. Исаева                           |
| Ассистент режиссёра                                             | Э. Судакова                         |
| Ассистент оператора                                             | Р. Мусатов                          |
| Ассистент художника                                             | С. Казанцев                         |
| Художник-гримёр                                                 | Д. Цесарская                        |
| Оператор комбинированных съёмок                                 | А. Нисский                          |
| Художник комбинированных съёмок                                 | В. Васильев                         |
| Мультипликатор комбинированных съёмок                           | Вячеслав Котёночкин                 |
| Дирижёр Государственного симфонического оркестра кинематографии | Давид Штильман                      |
| Постановка танцев                                               | П. Гродницкий                       |
| Директор картины                                                | Г. Балтин                           |

## Критика
Широкого успеха фильм не имел, критики со зрителями его тоже не оценили. Однако режиссёр фильма Мария Барабанова считала иначе, по её мнению картина была удачной.

## Комментарии
1. ↑  В титрах — Ю. Эпштейн